# Funkcja Gudermanna

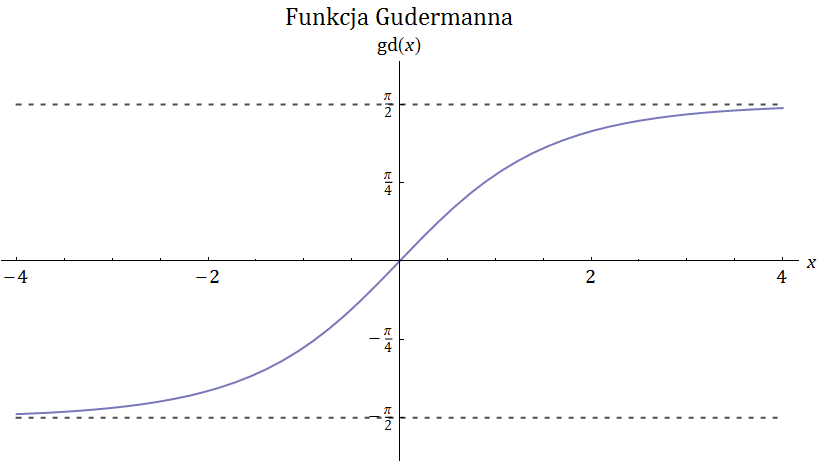
Wykres funkcji Gudermanna

Funkcja Gudermanna – funkcja specjalna nazwana od imienia niemieckiego matematyka, Christopha Gudermanna, zwana także amplitudą hiperboliczną lub gudermanianem, wyraża się wzorem:
{\displaystyle {\begin{aligned}{\text{gd }}x&=\int _{0}^{x}{\frac {dt}{\cosh t}}\\&=2{\text{ arctg}}\left({\text{tgh }}{\frac {x}{2}}\right)\\&=2{\text{ arctg }}e^{x}-{\frac {\pi }{2}}\end{aligned}}}

## Najważniejsze własności
Jak widać, stosowane funkcji Gudermanna ukazuje naturalny pomost, jaki istnieje między funkcjami cyklometrycznymi a hiperbolicznymi, bez potrzeby odwoływania się do narzędzi analizy zespolonej.
Zauważmy, że:
{\displaystyle {\text{tgh }}{\frac {x}{2}}={\text{tg }}{\frac {{\text{gd }}x}{2}}}
Prawdziwe są następujące tożsamości:
{\displaystyle {\begin{array}{lcl}\sinh x&=&{\text{tg}}\left({\text{gd }}x\right)\\\cosh x&=&\sec \left({\text{gd }}x\right)\\{\text{tgh }}x&=&\sin \left({\text{gd }}x\right)\\{\text{sech }}x&=&\cos \left({\text{gd }}x\right)\\{\text{csch }}x&=&{\text{ctg}}\left({\text{gd }}x\right)\\{\text{ctgh }}x&=&\csc \left({\text{gd }}x\right)\end{array}}}
Istnieje sposób wyrażenia funkcji wykładniczej przy użyciu funkcji Gudermanna:
{\displaystyle {\begin{aligned}e^{x}&={\frac {1}{\cos \left({\text{gd }}x\right)}}+{\text{tg}}\left({\text{gd }}x\right)\\&=\sec \left({\text{gd }}x\right)+{\text{tg}}\left({\text{gd }}x\right)\\&={\text{tg}}\left({\frac {\pi }{4}}+{\frac {{\text{gd }}x}{2}}\right)\\&={\frac {1+\sin \left({\text{gd }}x\right)}{\cos \left({\text{gd }}x\right)}}\end{aligned}}}
Pochodna funkcji Gudermanna wyraża się wzorem:
{\displaystyle {\frac {d}{dx}}\,{\text{gd }}x={\text{sech }}x}

## Funkcja odwrotna
Funkcja odwrotna do funkcji Gudermanna (oznaczamy ją {\displaystyle {\text{arcgd }}x} lub {\displaystyle {\text{gd}}^{-1}x}) wyraża się wzorem:
{\displaystyle {\begin{aligned}{\text{arcgd }}x&={\text{gd}}^{-1}x=\int _{0}^{x}{\frac {dt}{\cos t}}\\&={\text{arcosh}}\left(\sec x\right)={\text{artgh}}\left(\sin x\right)\\&=\ln \left(\sec x\left(1+\sin x\right)\right)\\&=\ln \left({\text{tg }}x+\sec x\right)=\ln {\text{tg}}\left({\frac {\pi }{4}}+{\frac {x}{2}}\right)\\&={\frac {1}{2}}\ln {\frac {1+\sin x}{1-\sin x}}={\text{artgh}}\left(\sin x\right)\end{aligned}}}
Ponadto prawdziwe jest równanie:
{\displaystyle i{\text{ arcgd }}x={\text{arcgd}}\left(ix\right)}
Pochodna funkcji odwrotnej do funkcji Gudermanna wyraża się wzorem:
{\displaystyle {\frac {d}{dx}}\,{\text{arcgd }}x=\sec x.}